# Loïc Prigent
Pour les articles homonymes, voir Prigent.
Ne doit pas être confondu avec Loïk Le Floch-Prigent.
Loïc Prigent né le 15 juillet 1973 à Plouescat, est un documentariste français spécialisé dans la mode ainsi que fondateur de la société de production Deralf. Arrivant de Bretagne, il couvre tout d’abord la mode à Paris pour Libération ou Canal +.

## Biographie
Loïc Prigent commence à créer des fanzines[Quand ?]. Il lit i-D, The Face, Interview, Actuel ou Globe. Au lycée, il rencontre Gildas Loaëc, créateur de la maison Kitsuné, avec qui il restera ami. Durant les années SIDA, il est militant à Act Up-Paris avec Pascal Loubet. Ils créent ensemble le fanzine Têtu, consacré à la musique électro, qui sera repris plus tard par Pierre Bergé et deviendra le magazine phare de la communauté gay.
Après sa rencontre avec Michel Cressole, il devient journaliste-pigiste à Libération où il intègre la rubrique Mode aux côtés de Marie Colmant et Gérard Lefort. C’est pour le quotidien qu’il se retrouve pour la première fois à un défilé, avec pour mission d'écrire sur le show. Plutôt qu’un simple compte rendu, il rapporte l'ambiance des coulisses, les potins des shows avec un humour décalé, et développe ce qui est appelé le « ton Loïc Prigent » plein d'humour. Repéré par le directeur de l'agence CAPA qui l'introduit à Canal+, il rejoint l'émission Nulle part ailleurs à la fin des années 1990,.
En 2005, il réalise un documentaire sur la maison Chanel intitulé Signé Chanel. Ce documentaire, feuilleton en cinq épisodes sur une collection haute couture Chanel, est produit par Mademoiselle Agnès pour la chaîne franco-allemande Arte. Le documentaire est ensuite acheté dans le monde entier, notamment par la chaîne britannique BBC et l'américaine Sundance Channel. Pour ce projet, Loïc Prigent bénéficiait de l’accord de la maison Chanel, ainsi que de celui de Karl Lagerfeld qui le surnomme « le Mediapart de la mode ».
En 2008, il démarre le tournage, sur plusieurs années, d'une série de documentaires pour Arte intitulés Le Jour d'avant sur les coulisses de certaines maisons de couture,. Il est l'un des premiers à filmer la création, le travail, l'entourage et les à-côtés de la mode, de l'atelier ou du défilé. Vers la même époque, il a également une émission intitulée Prêt-à-porter tout de suite chaque semaine sur Stylia. Par la suite, il débute avec Mademoiselle Agnès sa série sarcastique de reportages Habillées pour… diffusés sur Canal+, reportages décalés tournés durant les Semaines de la mode à Paris tous les six mois,.
En 2010, Loïc Prigent dirige l’exposition L’Homme par Loïc Prigent au Bon Marché, à Paris. L’idée est de représenter l’homme sans trop de stéréotype. L’exposition allie une sélection hétéroclites de livres (Maigret, Norman Mailer et Madame Bovary), de photographies (Pascal Loubet dont il compare l'œuvre à celle du photographe américain Bruce Weber) et la diffusion de trois petits films inédits (sur les défilés Lanvin, Dior Homme et Dries Van Noten). L'année suivante il préface l'ouvrage sur Delphine Manivet.
Il dirige le magazine hebdomadaire Metropolis d'ARTE[Quand ?]. Depuis 2012, il signe, avec son compère Willy Papa, la rubrique « Sexy Demain » dans l’émission hebdomadaire présentée par Maïtena Biraben, Le Supplément, sur Canal+. Le 23 mars 2012, il migre sur Twitter et c’est désormais sur les réseaux sociaux qu’il tacle les fashionistas,.
Son activité professionnelle consiste également à réaliser des films « institutionnels » ou publicitaires pour les marques. Loïc Prigent collabore également, à ses débuts, au magazine Depeche Mode, puis à Numéro, Madame Figaro, L'Express, ainsi que Vogue Paris et le Vanity Fair français. Il réalise Jean Paul Gaultier travaille diffusé au printemps 2015. Depuis septembre 2016, il est chroniqueur dans l'émission Stupéfiant !, présentée par Léa Salamé et publie à la fin de l'année J'adore la mode mais c'est tout ce que je déteste, « un livre qui rassemble mes meilleurs tweets » précise-t-il,.
Loïc Prigent lance une chaine YouTube, au début du mois d'avril 2019, afin de publier les backstages des derniers défilés haute couture, en restant fidèle à son ton habituel,,.
Il est l’auteur de la rubrique[Quand ?] « La Phrase entendue », dans un humour caustique, qui devient rapidement culte.
Sur TMC, il réalise les émissions 5 minutes de Mode et 52 minutes de Mode sur les «fashion week».

## Publications
- J’adore la mode mais c'est tout ce que je déteste, Paris, Éditions Grasset et Fasquelle, 2016, 280 p.  (ISBN 978-2-246-86289-5)
- Passe-moi le champagne, j'ai un chat dans la gorge, Paris, Éditions Grasset et Fasquelle, 2019.
- Mille milliards de rubans, La vraie histoire de la mode, Paris, Éditions Grasset, 2024  (ISBN 9782246820765)

## Expositions
- Entendu au Bon Marché par Loïc Prigent, le Bon Marché, février-avril 2017[24]

## Discographie
- 2020 : Ailleurs feat. Bilal Hassani sur l'album Contre soirée

## Filmographie
- Velvet 99, 1996
- La vraie vie des blondes, 1998
- Yves Saint Laurent, 2001[5]
- Hollywood, le règne des séries, 2005
- Signé Chanel, 2005
- Les voix de la France, 2007
- Louis Vuitton & Marc Jacobs, 2007
- Série Le jour d'avant[10], volume 1 :
  - Sonia Rykiel
  - Jean Paul Gaultier
  - Proenza Schouler
  - Fendi
- Série Le jour d'avant, volume 2 :
  - Donatella Versace
  - Diane Von Fustenberg
  - Nina Ricci
  - Narciso Rodriguez
  - Jeremy Scott
  - Alexander Wang
  - Lanvin
  - Isabel Marant
- Karl Lagerfeld se dessine, 2013
- Inside The Mothership, 2014[25]
- La mode des années 1990, 2014, Arte, 6 X 9 minutes[26],[27]
- La ligne Balmain, 2014[13],[28]
- Série Habillé(e)s pour…, Canal+ :
  - Habillé(e)s pour l'été, 2012[4]
  - Habillé(e)s pour l'été, 2013[29]
  - Habillé(e)s pour l'hiver, 2013-2014[14]
  - Habillé(e)s pour l'hiver, 2014-2015[30]
  - Habillé(e)s pour l'été, 2015[31]
- Le testament d'Alexander McQueen, 2015
- Scandales de la mode, documentaire coproduit par Arte Geie, Deralf, Bangumi, 2016[32]
- Qu'est-ce que la haute couture?, documentaire coproduit par Arte Geie, Deralf, Bangumi, 2016
- British Style, 2017
- 52 minutes de mode, 2018
- Des hommes stylés, 2018
- Les dessins de Christian Dior, 2018
- Je t'aime encore (Yelle), 2020
- Jacquemus, le prince soleil, 2023